# Filago eriocephala
Filago eriocephala ist eine Pflanzenart aus der Gattung der Filzkräuter (Filago) in der Familie der Korbblütler (Asteraceae). Sie wird von manchen Autoren auch als eine Unterart Filago germanica subsp. eriocephala (Guss.) Arcang. von Filago germanica angesehen.

## Merkmale
Filago eriocephala ist ein einjähriger Schaft-Therophyt, der Wuchshöhen von 5 bis 35 Zentimetern erreicht. Die Blätter sind länglich-lanzettlich. Die breitesten Blätter finden sich in der Nähe des Grundes. Die oberen Blätter sind dagegen weniger lang als die Köpfchenknäuel. Die Hüllblätter sind zwar spitz, gehen jedoch nicht in eine Granne über und weisen keine rote Färbung auf. Die Hülle ist zylindrisch.
Die Blütezeit reicht von April bis Juni.

## Vorkommen
Filago eriocephala kommt im (östlichen) Mittelmeerraum vor. Die Art wächst auf Brachland, an Wegrändern und in offenen Wäldern.

## Synonyme
- Filago germanica var. lanuginosa (Duby) DC.[1]

## Belege
1. 1 2 3 4 5  Ralf Jahn, Peter Schönfelder: Exkursionsflora für Kreta. Mit Beiträgen von Alfred Mayer und Martin Scheuerer. Eugen Ulmer, Stuttgart (Hohenheim) 1995, ISBN 3-8001-3478-0, S. 307.
2. ↑  Werner Greuter (2006+): Compositae (pro parte majore). – In: W. Greuter & E. von Raab-Straube (Hrsg.): Compositae. Euro+Med Plantbase - the information resource for Euro-Mediterranean plant diversity. 
Datenblatt Filago eriocephala In: Euro+Med Plantbase - the information resource for Euro-Mediterranean plant diversity.